# Wrightia puberula
Wrightia puberula är en oleanderväxtart som först beskrevs av George Henry Kendrick Thwaites, och fick sitt nu gällande namn av Ngan. Wrightia puberula ingår i släktet Wrightia och familjen oleanderväxter. Inga underarter finns listade i Catalogue of Life.